# Lesedüne
Die Lesedüne ist eine seit 2005 bestehende Lesebühne mit Schwerpunkt auf systemkritischem Humor. Sie findet einmal im Monat im SO36 in der Oranienstraße im Berliner Ortsteil Kreuzberg statt, zeitweise gab es die Veranstaltung auch alle zwei Wochen. Die Mitglieder der Lesedüne tragen hierbei selbstgeschriebene Texte und/oder Lieder vor. Zu jeder Lesebühne wird mindestens ein Gast eingeladen. In den Jahren 2010 und 2016 veröffentlichten die Mitglieder der Lesedüne zwei gemeinsame Bücher und gingen mit diesen auf Tournee.

## Geschichte
Die Lesedüne fand erstmals 2005 statt, seit 2006 regelmäßig. Anfänglich wurde die Lesedüne in wechselnden Strandbars ausgetragen, später im Kiki Blofeld. Anschließend zog die Lesedüne mehrfach um, unter anderem ins Edelweiss, in den Monarch und in den Südblock, später fand sie regelmäßig im SO36 in Kreuzberg statt.
Mit ihrem Buch Über Wachen und Schlafen gingen sie im Februar 2010 auf Deutschland-Tournee, auch waren sie mit ihrem 2016 erschienenen Buch Über Arbeiten und Fertigsein auf Tournee.
Im Frühjahr 2016 produzierten die Mitglieder der Lesedüne in Kooperation mit dem rbb und der ARD die Fernsehshow Bühne 36, die angelehnt an die Lesedüne aus dem Vorlesen humoristischer Texte bestand. Insgesamt wurden vier Folgen mit einer Länge von 30 Minuten ausgestrahlt, die seit der Ausstrahlung auch auf Netflix verfügbar sind. Im Dezember 2016 fand anlässlich des zehnjährigen Jubiläums der Lesedüne eine Jubiläumsshow in der Berliner Volksbühne statt.

## Autoren
Autoren der Lesedüne sind u. a. Sebastian Lehmann, Marc-Uwe Kling, Maik Martschinkowsky, Julius Fischer, Kolja Reichert, Sarah Bosetti und die Sängerin Dota.

## Veröffentlichungen
- Marc-Uwe Kling, Sebastian Lehmann, Maik Martschinkowsky, Julius Fischer: Über Arbeiten und Fertigsein: Real existierender Humor. Hrsg.: Die Lesedüne. 1. Auflage. 2015, ISBN 978-3-86391-113-3.
- Marc-Uwe Kling, Sebastian Lehmann, Maik Martschinkowsky, Julius Fischer: Über Wachen Schlafen. Hrsg.: Die Lesedüne. 5. Auflage. 2015, ISBN 978-3-548-37613-4.